# Китеж
Китеж (рус. Ки́теж) је митолошки град испод вода језера Светлојар у Нижегородској области у централној Русији. Китеж се први пут спомиње у Китешком зборнику, анонимне књиге са краја 18. века. Верује се да потиче од старовераца.

## Легенда
Легенда каже да је Јуриј Други, велики кнез Владимирски (в. 1212–1238), прво је подигао град Мали Китеж (данашњи Красни Холм) на реци Волги. Понекад се погрешно идентификује са Городцем, који је заправо основан 1152. године, више од 30 година пре Јуријевог рођења 1189. године. Касније је кнез прешао реке Узолу, Санду и Керженец и нашао прелепо место на обали Светлојарског језера, где је одлучио да подигне град Велики Китеж. Према народној етимологији, име града потиче од краљевске резиденције Кидекше, код Суздаља, коју су Монголи опљачкали 1237. године. Макс Фасмер означава назив места као „нејасан“.
Након што је освојио неке од руских земаља касних 1230-их година, монголски владар Бату Кан (в. 1227–1255) чуо је за Китеж и наредио својој војсци да напредује према њему. Монголи су убрзо заузели Мали Китеж, приморавши Јурија да се повуче у шуму према Великом Китежу. Један од затвореника испричао је Монголима неке тајне путеве до Светлојарског језера. Војска Златне Хорде пратила је Јурија и убрзо стигла до градских зидина. На изненађење Монгола, град није имао никаква утврђења. Њени грађани нису ни намеравали да се бране, већ су се усрдно молили тражећи од Бога спасење. Видевши то, Монголи су појурили у напад, али су онда стали. Одједном су угледали безбројне фонтане воде како избијају испод земље свуда око њих. Нападачи су се повукли и гледали како се град потапа у језеро. Последње што су видели била је блистава купола катедрале са крстом на врху. Убрзо су остали само таласи.
Ова легенда је изнедрила бројне невероватне тврдње о изгубљеном граду. Кажу да ће пут до Китежа наћи само они који су чисти срцем и душом (пут ка језеру се и данас зове "Батуов пут"). Наводно, понекад се може чути звук звона и певање људи испод воде Светлојарског језера када је време мирно. Неке приче тврде да најпобожнији појединци заиста могу видети светла верских процесија, па чак и зграде на дну језера. Због тога се језеро Светлојар понекад назива „руском Атлантидом“.

## Популарна култура
- Опера Николаја Римског-Корсакова Легенда о невидљивом граду Китежу и девојци Февронији (1907), заснована је на легенди о Китежу.
- Тема у песми Ане Ахматове „Пут целе земље“ или „Жена из Китежа“ (Китежанка).
- Град се такође помиње, међу многим другим референцама на руски фолклор, у роману Понедељак почиње суботом из 1965. Бориса и Аркадија Стругацког и филмском и филмском сценарију Чародеја.
- Прослављени немачки редитељ Вернер Херцог кренуо је у потрагу за Китежом у свом кратком документарцу Звона из дубине (1993).
- Китеж се помиње у роману Кракен Чајна Миевил из 2010. „Марџ је читала њихове утопије, потонуле не у пропаст већ у награду: Китеж, Атлантида, Тино Хелиг.
- Китеж је надимак из детињства лика Тилде Свинтон Еме Речи у филму Ја сам љубав (2009, Лука Гвадањино).[3]
- Тунтуријин албум Invisible City (2012) је инструментални концептуални албум који прати шест фаза успона и пада Китежа.
- Измишљену верзију Китежа поново открива главна јунакиња Лара Крофт у видео игрици Rise of the Tomb Raider из 2015. године, коју је развио Crystal Dynamics.
- Китеж се користи као име једне од планета у видео игри Сигналис.